# Svinošice
Svinošice (en allemand : Swinoschitz) est une commune du district de Blansko, dans la région de Moravie-du-Sud, en République tchèque. Sa population s'élevait à 367 habitants en 2020.

## Géographie
Svinošice se trouve à 7 km au sud-ouest de Blansko, à 18 km au nord-nord-ouest de Brno et à 175 km à l'est-sud-est de Prague.
La commune est limitée par Lipůvka au nord-ouest et au nord, par Šebrov-Kateřina à l'est, par Vranov et Lelekovice au sud, et par Kuřim au sud-ouest.

## Histoire
La première mention écrite de la localité date de 1210.